# Barylypa australis
Barylypa australis är en stekelart som beskrevs av Dasch 1984. Barylypa australis ingår i släktet Barylypa och familjen brokparasitsteklar. Inga underarter finns listade.